# Cvoček astronautem
Cvoček astronautem je československý animovaný televizní seriál z roku 1971 vysílaný v rámci Večerníčku v roce 1973. Námět vytvořila Helena Sýkorová, scénář zpracovala společně s Josefem Lamkou. Ten se současně ujal režie díla. Pohádky obdařil slovem Miloš Kirschner. Hudbu zkomponoval Jaromír Vomáčka. Bylo natočeno 7 epizod po 6 minutách.

## Obsah
Příběhy pejska Cvočka na cestách do vesmíru, kdy prozkoumává neznámé planety.

## Seznam dílů
1. Pes a jeho profesor
2. Start do vesmíru
3. Planeta hraček
4. Klobásková válka
5. Pohádková planeta
6. Planeta přeludů
7. Souhvězdí Velkého psa

## Jiná média
V časopise Čtyřlístek vycházel sedmidílný komiks podle tohoto seriálu v letech 1980-82